# Sant Simforian de Senec
Saint-Symphorien-sous-Chomérac és un municipi francès situat al departament de l'Ardecha i a la regió d'Alvèrnia-Roine-Alps. L'any 2007 tenia 716 habitants.

## Demografia

### Població
El 2007 la població de fet de Saint-Symphorien-sous-Chomérac era de 716 persones. Hi havia 268 famílies de les quals 60 eren unipersonals (20 homes vivint sols i 40 dones vivint soles), 64 parelles sense fills, 108 parelles amb fills i 36 famílies monoparentals amb fills.
La població ha evolucionat segons el següent gràfic:
Habitants censats

### Habitatges
El 2007 hi havia 312 habitatges, 268 eren l'habitatge principal de la família, 32 eren segones residències i 12 estaven desocupats. 285 eren cases i 24 eren apartaments. Dels 268 habitatges principals, 211 estaven ocupats pels seus propietaris, 54 estaven llogats i ocupats pels llogaters i 3 estaven cedits a títol gratuït; 4 tenien una cambra, 17 en tenien dues, 34 en tenien tres, 81 en tenien quatre i 132 en tenien cinc o més. 228 habitatges disposaven pel capbaix d'una plaça de pàrquing. A 85 habitatges hi havia un automòbil i a 167 n'hi havia dos o més.

### Piràmide de població
La piràmide de població per edats i sexe el 2009 era:
| Homes | Edats   | Dones |
| ----- | ------- | ----- |
| 0     | 95 o +  | 0     |
| 0     | 90 a 94 | 0     |
| 0     | 85 a 89 | 4     |
| 0     | 80 a 84 | 0     |
| 0     | 75 a 79 | 12    |
| 12    | 70 a 74 | 8     |
| 12    | 65 a 69 | 12    |
| 4     | 60 a 64 | 4     |
| 8     | 55 a 59 | 8     |
| 16    | 50 a 54 | 4     |
| 32    | 45 a 49 | 12    |
| 36    | 40 a 44 | 52    |
| 36    | 35 a 39 | 40    |
| 36    | 30 a 34 | 36    |
| 16    | 25 a 29 | 12    |
| 4     | 20 a 24 | 12    |
| 32    | 15 a 19 | 16    |
| 36    | 10 a 14 | 52    |
| 52    | 5 a 9   | 40    |
| 20    | 0 a 4   | 16    |

## Economia
El 2007 la població en edat de treballar era de 496 persones, 367 eren actives i 129 eren inactives. De les 367 persones actives 345 estaven ocupades (185 homes i 160 dones) i 22 estaven aturades (6 homes i 16 dones). De les 129 persones inactives 40 estaven jubilades, 57 estaven estudiant i 32 estaven classificades com a «altres inactius».

### Ingressos
El 2009 a Saint-Symphorien-sous-Chomérac hi havia 270 unitats fiscals que integraven 743,5 persones, la mediana anual d'ingressos fiscals per persona era de 19.504 €.

### Activitats econòmiques
Dels 18 establiments que hi havia el 2007, 1 era d'una empresa de fabricació de material elèctric, 1 d'una empresa de fabricació d'altres productes industrials, 8 d'empreses de construcció, 3 d'empreses de comerç i reparació d'automòbils, 2 d'empreses de transport, 1 d'una empresa financera, 1 d'una empresa de serveis i 1 d'una entitat de l'administració pública.
Dels 5 establiments de servei als particulars que hi havia el 2009, 2 eren paletes, 1 fusteria, 1 lampisteria i 1 electricista.
L'únic establiment comercial que hi havia el 2009 era una botiga de menys de 120 m².
L'any 2000 a Saint-Symphorien-sous-Chomérac hi havia 7 explotacions agrícoles que ocupaven un total de 417 hectàrees.

## Equipaments sanitaris i escolars
El 2009 hi havia una escola elemental.

## Poblacions més properes
El següent diagrama mostra les poblacions més properes.